# Tanohata
Tanohata (田野畑村 Tanohata-mura?) es una villa localizada en la prefectura de Iwate, Japón. En octubre de 2018 tenía una población de 3.262 habitantes y una densidad de población de 20,9 personas por km². Su área total es de 156,19 km².

## Geografía

### Municipios circundantes
- Prefectura de Iwate
  - Iwaizumi
  - Fudai

## Demografía
Según datos del censo japonés, la población de Tanohata ha disminuido en los últimos años.
| Año del censo | Población |
| ------------- | --------- |
| 1995          | 4.806     |
| 2000          | 4.529     |
| 2005          | 4.241     |
| 2010          | 3.843     |
| 2015          | 3.466     |